# Shaka
Shaka, a volte scritto anche Chaka, Tshaka o Tchaka (Melmoth, 1787 circa – Stranger, 22 settembre 1828), è stato il fondatore e primo sovrano dell'Impero Zulu.
Sotto la sua guida gli Zulu estesero il loro dominio su una grande parte dell'Africa meridionale compresa fra i fiumi Phongolo e Mzimkhulu. Alcune fonti (fra cui l'Enciclopedia Britannica) descrivono Shaka come un vero e proprio genio militare, una sorta di Napoleone africano; altre fonti sono più caute, ma in generale riconoscono la sua abilità di condottiero e di imperatore, e la sua importanza nella storia dell'Africa meridionale.
Agli effetti delle imprese militari di Shaka si riconduce tradizionalmente anche il vasto movimento migratorio avvenuto in Africa sudorientale fra il XVIII e il XIX secolo, e noto col nome di Mfecane. Nella tarda epoca coloniale, la figura di Shaka è stata spesso presa come simbolo dai movimenti nazionalisti e indipendentisti africani.

## Biografia

### Giovinezza
Molto di quello che si sa sulla vita di Shaka è giunto attraverso racconti e leggende, spesso discordanti fra loro. Si ritiene che fosse figlio di un capo del popolo Nguni di nome Senzangakona e di Nandi, figlia di un capo dei Langeni. Il nome sembrerebbe derivare da iChaka, il nome zulu di un parassita intestinale, e indicherebbe una condizione di figlio illegittimo di Shaka: secondo alcune fonti, la madre avrebbe inizialmente sostenuto di avere la pancia gonfia per via di tale parassita; secondo altre, il padre avrebbe attribuito a tale parassita, che provocherebbe irregolarità nel ciclo mestruale, il concepimento inaspettato, avvenuto durante un rito zulu chiamato uku-hlobonga, in cui due giovani non sposati hanno un'unione sessuale in un periodo non fertile. Altre fonti invece riportano Senzangakona e Nandi come regolarmente sposati.
In ogni caso, Shaka nacque intorno al 1787, nei pressi di Melmoth (oggi nella provincia del KwaZulu-Natal). All'età di 6 anni, Shaka fu scacciato dal kraal di suo padre (il podere di famiglia) a causa della morte di una pecora del gregge che stava accudendo. Sua madre lo difese e fu scacciata con lui. Nemmeno i Langeni, il popolo cui apparteneva Nandi, li vollero ospitare a lungo. Nandi e Shaka passarono quindi diversi anni vagabondando fra i kraal di altri proprietari terrieri. Questo evento era destinato a rimanere impresso nel ricordo di Shaka, che si sarebbe in seguito ferocemente vendicato. Intorno al 1803 Nandi e i suoi figli (Shaka era il primogenito, ma aveva anche un fratello e una sorella) trovarono rifugio presso una zia appartenente al clan emDletsheni, il quale si trovava sotto il controllo dell'anziano re Jobe. Jobe era sovrano di una potente confederazione di popoli Nguni, la Confederazione Mtetwa, e fu tra le file del suo esercito che il giovane Shaka si guadagnò un nome e una fama. A 16 anni era già un valoroso guerriero. Si dice che in un'occasione abbia ucciso un leopardo che aveva attaccato il villaggio, guadagnandosi il rispetto del re e ottenendo come ricompensa una vacca.
Alla morte di Jobe, alla guida della Confederazione Mtetwa gli succedette il figlio Godongwane, più noto come Dingiswayo, il quale era stato in precedenza bandito con l'accusa di aver cospirato per impadronirsi del trono. Dingiswayo nutriva ambizioni e aveva nuove idee per l'organizzazione militare e politica dell'Africa, in particolare concepì una nuova forma di reggimento (impi) e una nuova struttura della catena di comando. Sotto di lui, Shaka, che a 23 anni era passato dal iNtanga (gruppo di coetanei) all'iziCwe (il reggimento), servì per sei anni come "guerriero" e, distinguendosi per il coraggio e l'abilità in combattimento, salì al gradò di generale. I successi sul campo gli procurarono il soprannome "vincitore di migliaia". Fino ad allora in quella regione dell'Africa meridionale la guerra era più uno sport della classe aristocratica, con la quale si dirimevano contese. Le innovazioni di Dingiswayo, che Shaka fece proprie e perfezionò, cambiarono in modo radicale questo stato di cose, assicurando la vittoria alle guerre di conquista dei Mtetwa, mentre le popolazioni sconfitte venivano espulse dalla propria terra e fuggivano in massa in altre regioni (Mfecane).

### L'ascesa al potere

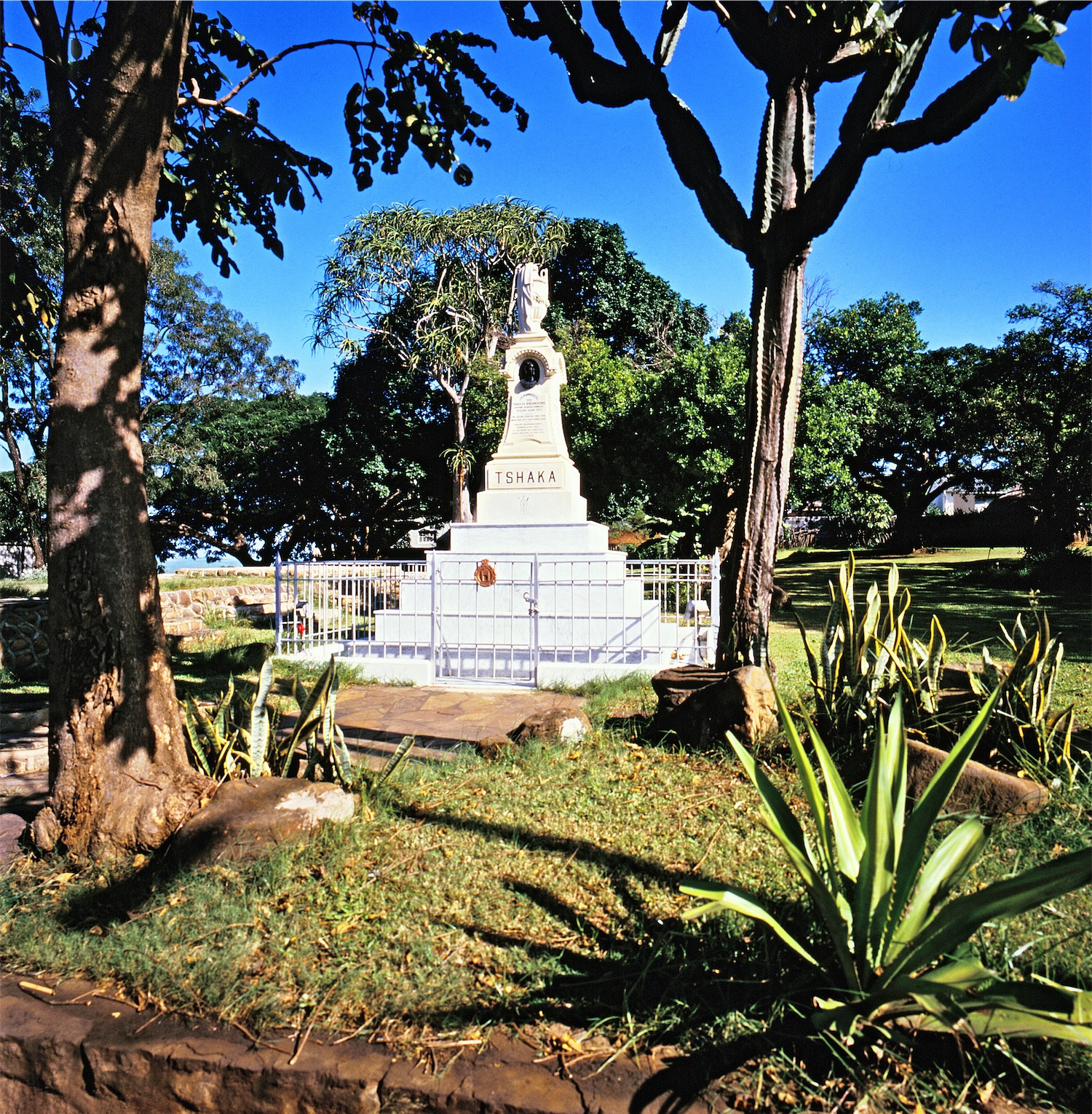
Monumento funebre ad Eshowe

Nel 1816 morì Senzangakona e alla guida degli Zulu gli succedette il figlio Siguyana, fratellastro di Shaka. Con l'aiuto di Dingiswayo, Shaka fece ritorno nel regno del padre, eliminò Siguyana e si fece re, stabilendo la sua sede nel nuovo kraal di kwaBulawayo ("Sito dell'uccisione"). Impose Nandi come regina madre e si vendicò crudelmente di chi in gioventù lo aveva osteggiato, ma risparmiò Mkabayi, sorella di suo padre, che lo aveva sostenuto e che sarebbe rimasta un membro rispettato della sua corte anche dopo la fine del suo regno. Shaka instituì un regime simile a quello di Dingiswayo e cominciò subito modificando il tipo di combattimento della sua tribù. Si fece costruire una nuova arma, la iklwa, una lancia corta con una lunga punta e un grande e pesante scudo di cuoio. Il lato sinistro dello scudo serviva per agganciare il nemico, per poi pugnalarlo con la destra alle costole. Shaka addestrava i suoi uomini a lottare a piedi nudi, e a correre per 50 miglia su terreni caldi e rocciosi in meno di 24 ore; inoltre impose un sistema di vita comune basato sul celibato dei guerrieri. La ferrea disciplina e il combattimento corpo a corpo caratterizzavano l'esercito, che molti studiosi hanno paragonato a quello spartano. Ai nemici sconfitti veniva offerta la possibilità di unirsi agli Zulù ed i nuovi soldati così arruolati venivano in seguito considerati zulù a tutti gli effetti. Grazie a queste riforme, l'esercito di Shaka risultò da lì in poi invincibile in battaglia, portando il dominio degli Zulu da 15 chilometri quadrati a circa 2000, con 250000 sudditi.
Inizialmente Shaka riconobbe la supremazia di Dingiswayo, ma appena un anno dopo che l'aveva aiutato nella sua ascesa al trono zulu, il sovrano mtetwa fu ucciso da Zwide, re del potente clan Ndwandwe, che distrusse la Confederazione Mtetwa. Shaka colse l'occasione per riempire il vuoto di potere così creatosi: raccolse attorno a sé i resti della Confederazione Mtetwa e si preparò a riprendere la guerra contro i Ndwandwe. Le tribù come i Qwabe, che si rifiutarono di sottomettersi allo Zulu, furono sconfitte e scacciate dalle loro terre o distrutte. Questa sorte toccò a circa sessanta tribù nel volgere di pochi anni.
La guerra contro il re Zwide dei Ndwandwe oppose gli Zulu ad un nemico molto più numeroso di loro. Ma nella battaglia di Gqokli Hill (1818) gli Zulu ottennero una vittoria schiacciante. Due anni dopo la battaglia al fiume Mhlatuze segnò l'esito della guerra: i Ndwandwe furono colti di sorpresa e sbaragliati e la loro capitale invasa e messa a ferro e a fuoco. Conquistato Shaka Zulu il predominio assoluto sulla regione, si accentuò però parallelamente il fenomeno del Mfecane (la migrazione di massa delle popolazioni che cercavano di sfuggire alle spietate armate zulu), cosa che molti storici ritengono abbia favorito indirettamente il colonialismo inglese, perché indebolì notevolmente ogni compagine statale dell'Africa meridionale, eccetto il Regno Zulu.

### Morte e successione
Nel 1827 Nandi, madre di Shaka, morì di dissenteria. Per il re, che le era molto legato, fu un duro colpo. Al suo funerale fece uccidere circa settemila sudditi e ordinò un digiuno collettivo di tre mesi. Ciò aumentò il malcontento e indebolì la sua autorità. Dingane e Mhlangane, due fratellastri di Shaka che già in precedenza avevano cospirato ai suoi danni, approfittando della momentanea assenza di gran parte dell'esercito, lo assassinarono nel 1828 (la data precisa è incerta, ma la maggior parte delle fonti convergono sul 22 settembre), con l'aiuto di un inDuna (consigliere) di nome Mbopo e il beneplacito di Mkabayi, zia di Shaka, che temeva che il nipote non fosse più adatto a reggere l'impero zulu. Per consolidare la posizione di Dingane, Mkabayi fece poi assassinare Mhlangana.
Dingane assunse quindi il potere e per molti anni cercò di eliminare tutti quelli che erano stati fedeli a Shaka. Egli governò quindi per 12 anni durante i quali si impegnò in sanguinosi combattimenti contro i Voortrekker e contro l'altro fratellastro Mpande. Secondo testimonianze, Shaka Zulu mantenne un harem di 1500 donne ma non ebbe figli, forse perché temeva potessero contendergli il trono. La sua linea dinastica proseguì attraverso il suo fratellastro Mpande, che divenne re degli Zulu nel 1840 e che governò per 30 anni, salendo al potere grazie all'aiuto dei Boeri e degli Inglesi.

## La riforma militare
Shaka cambiò le tattiche di battaglia degli zulù, sviluppando le idee di Dingiswayo. Gli impi erano divisi in quattro gruppi, e durante la battaglia si disponevano a forma di testa di bufalo:
- Il primo reparto formava il potente "torace" (isifuba), a stretto contatto col nemico;
- Il secondo e terzo gruppo formavano le "corna" (izimpondo) che avrebbero circondato il nemico per impedirne la ritirata;
- Il quarto gruppo era formato da riserve.

Shaka osservava lo schieramento dall'alto, e impartiva gli ordini tramite dei veloci messaggeri. La strategia era semplice; le sue battaglie vennero fatte contro piccoli clan, e le vittorie furono facili da ottenere.
Shaka cambiò il modo di guerreggiare in Africa. Quasi due secoli dopo la morte di Shaka, la nazione degli zulù utilizza ancora le sue tattiche per sconfiggere i nemici e respingere gli invasori.

## Filmografia
- Shaka Zulu – miniserie televisiva in 10 episodi da 500 minuti complessivi, per la regia di William C. Faure, anno 1986[5].